# Hari u HNK
Hari u HNK je sedmi album hrvatskog pjevača Harija Rončevića koji sadrži 24 pjesme. Objavljen je 2000. godine.

## Popis pjesama
1. "Getanin" (Hari Rončević – Hari Rončević – Damir Marušić / Miho Marušić)
2. "Getanin" (uživo, Hari Rončević – Hari Rončević – ...)
3. "Splite, volim te" (uživo, Hari Rončević – Hari Rončević – ...)
4. "Splite, volim te" (Hari Rončević – Hari Rončević – Albert Limić)
5. "Japan - New York" (uživo, Hari Rončević – Hari Rončević – ...)
6. "Japan - New York" (Hari Rončević – Hari Rončević – Hari Rončević)
7. "Živim najbolje što znam" (uživo, Hari Rončević – Hari Rončević – ...)
8. "Živim najbolje što znam" (Hari Rončević – Hari Rončević – Albert Limić)
9. "Marina" (Hari Rončević – Hari Rončević – Damir Marušić / Miho Marušić)
10. "Marina" (uživo, Hari Rončević – Hari Rončević – ...)
11. "Buntovnik s razlogom" (Hari Rončević – Hari Rončević – Damir Marušić / Miho Marušić
12. "Buntovnik s razlogom" (uživo, Hari Rončević – Hari Rončević – ...)
13. "Ako mi još jednom oprostiš" (Hari Rončević – Hari Rončević – ...)
14. "Ako mi još jednom oprostiš" (uživo, Hari Rončević – Hari Rončević – ...)
15. "Ljubav boli" (uživo, Hari Rončević – Hari Rončević – ...)
16. "Ljubav boli" (Hari Rončević – Hari Rončević – Albert Limić)
17. "Napuštam sve" (uživo, Hari Rončević – Hari Rončević – ... )
18. "Napuštam sve" (Hari Rončević – Hari Rončević – Albert Limić)
19. "Još ne znam kud s tobom" (uživo, Hari Rončević – Hari Rončević – ... )
20. "Još ne znam kud s tobom" (Hari Rončević – Hari Rončević – Albert Limić)
21. "Moj lipi anđele" (uživo, Hari Rončević – Hari Rončević – Remi Kazinoti)
22. "Moj lipi anđele" (uživo, Hari Rončević – Hari Rončević – ...)
23. "Dalmacija" (uživo, Hari Rončević – Hari Rončević – ...)
24. "Kada jednom ovom zafalim se tilu" (uživo, Hari Rončević – Hari Rončević – ...)